# Форести, Флоренс
Флора́нс (Флоренс) Форести́ (фр. Florence Foresti; 8 ноября 1973, Венисьё, Рона, Франция) — французская актриса, комедиантка и сценарист.

## Биография
Флоранс Форести родилась 8 ноября 1973 года в Венисьё (департамент Рона, Франция).

## Карьера
Флоранс начала карьеру театральной актрисы в 1993 году, а десятью годами спустя, в 2003 году, она начала сниматься в кино.
В 2010—2011 года Форести также выступила в качестве сценариста.

## Личная жизнь
В 2000-х годах в течение трёх лет Флоранс состояла в фактическом браке с мужчиной по имени Жюльен. У них есть дочь Тони (род.10.07.2007).